# María Jesús Montero
María Jesús Montero Cuadrado (Sevilla, 4 de febrero de 1966) es una médica, gestora sanitaria y política española, actual vicepresidenta primera del Gobierno de España desde diciembre de 2023 y ministra de Hacienda desde junio de 2018. Asimismo, es vicesecretaria general del PSOE desde julio de 2022. Diputada en la XIII, XIV y XV legislaturas por Sevilla, entre 2004 y 2018 ocupó el cargo de consejera en diversos departamentos de la Junta de Andalucía.
Desde el 18 de enero de 2025 es la Secretaria General del PSOE de Andalucía. Su proclamación fue automática al no reunir finalmente los avales necesarios ningún otro candidato o candidata. En el Congreso de Armilla (Granada) celebrado el 22-23-24 de febrero se produjo su proclamación formal. 

## Biografía

### Primeros años de su vida
Nacida el 4 de febrero de 1966 en Sevilla, es hija de profesores. Se crio en el sevillano barrio de Triana. Militó durante su carrera universitaria en los movimientos cristianos de base, y junto a su pareja cambió hacia las Juventudes Comunistas. Se licenció en Medicina y Cirugía por la Universidad de Sevilla. Fue presidenta de la Comisión de Marginación del Consejo de la Juventud de Andalucía entre 1986 y 1988, y, posteriormente, secretaria general del mismo hasta 1990.
Más que en el ejercicio de la medicina, su carrera profesional ha estado centrada en la gestión sanitaria. Trabajó entre 1995 y 1998 como subdirectora médica para el Hospital Universitario Virgen de Valme de Sevilla, entrando entonces como subdirectora médica y luego como directora gerente en el también sevillano Hospital Universitario Virgen del Rocío.

### Política regional andaluza
Entre septiembre de 2002 y abril de 2004 ostentó el cargo de viceconsejera de Salud de la Junta de Andalucía, tras lo que fue nombrada titular de la Consejería de Salud, responsabilidad que desempeñó hasta mayo de 2012, fecha desde la que asume la cartera de Salud y Bienestar Social.
De cara a las elecciones al Parlamento de Andalucía de 2008, concurrió como número 2 de la candidatura del Partido Socialista Obrero Español de Andalucía (PSOE-A) por Sevilla, resultó elegida diputada para la viii legislatura del parlamento andaluz. Revalidaría su escaño por Sevilla en las elecciones autonómicas de 2012 y 2015.
Desde el 9 de septiembre de 2013 hasta el 6 de junio de 2018 fue consejera de Hacienda y Administración Pública de la Junta de Andalucía. Al frente de este departamento elaboró y aprobó cinco presupuestos sin tener mayoría absoluta en el Parlamento, tres con el apoyo de Ciudadanos. Por el incumplimiento del objetivo de estabilidad, deuda pública y regla de gasto en el último de ellos, siendo ya ministra de Hacienda del Gobierno de España comunicó a la Junta de Andalucía, el 16 de diciembre de 2019, que no podría recurrir a financiarse en los mercados financieros debiendo acudir al Fondo de Liquidez Autonómica, lo que fue interpretado por Partido Popular y Ciudadanos como una intervención financiera de la Comunidad realizada por quien era responsable de las cuentas desviadas del objetivo del gasto. Igualmente, en estos años se han impulsado importantes avances normativos en el ámbito de la Tesorería, como el decreto de garantías de tiempos de pago, con el que la Junta de Andalucía se autoimpuso reducir a tan solo 20 días el tiempo máximo de pago en sectores prioritarios como la sanidad, la Educación y los Servicios Sociales.
Durante su mandato la Junta de Andalucía pagó 2,1 millones de más a 100 directivos de Salud mientras redujo la plantilla en 7773 sanitarios.
 

En el área de empleados públicos, en estos años se han aprobado sendos acuerdos sindicales para devolver progresivamente los derechos a este colectivo, avanzado asimismo en medidas de conciliación laboral, personal y familiar. 

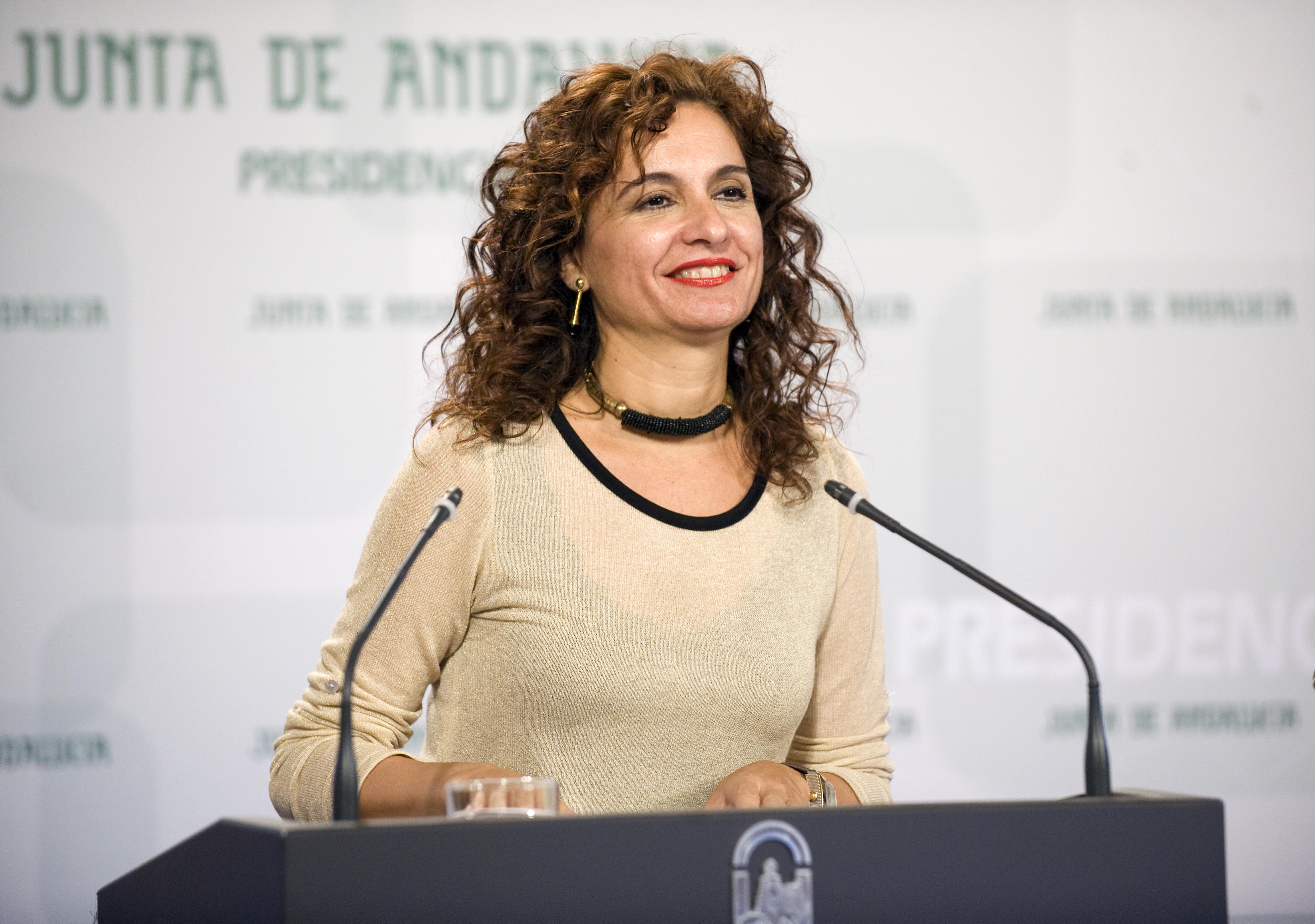
María Jesús Montero Cuadrado en 2013

Durante su gestión al frente de la Consejería de Salud, se han regulado nuevos derechos sanitarios como la segunda opinión médica, el acceso al diagnóstico genético preimplantatorio, el consejo genético o la muerte digna.
En alianza con otras instituciones y el sector empresarial, también se ha impulsado la investigación biomédica, a través de una red de centros como el Centro andaluz de biología molecular y medicina regenerativa (CABIMER), el Instituto de Biomedicina de Sevilla (IBIS), el Centro de genómica e investigación oncológica (GENYO) o el Centro de excelencia de investigación de medicamentos innovadores (MEDINA).

### Ministra del Gobierno
Tras el éxito en junio de 2018 de la moción de censura presentada por el PSOE contra el presidente del Gobierno, Mariano Rajoy, Montero fue elegida por Pedro Sánchez para formar parte de su gobierno, al frente de la cartera de Hacienda, tomando posesión de la misma el 7 de junio, relevando a Cristóbal Montoro.
Tras la segunda investidura de Pedro Sánchez en enero de 2020, Montero fue ratificada como ministra de Hacienda y nombrada además portavoz del Gobierno. En julio de 2021, el presidente del Gobierno llevó a cabo una remodelación del Gobierno que supuso la asunción por parte del departamento de Montero de las competencias relativas a la función pública y su cese como Portavoz del Gobierno.
En 2022 se coinvierte en vicesecretaria general del PSOE en sustitución de Adriana Lastra.
En noviembre de 2023, con la constitución del Tercer Gobierno de Sánchez, fue elevada a la categoría de vicepresidenta del Gobierno, siendo vicepresidenta cuarta y manteniendo la cartera de Hacienda. Al mes siguiente, pasó a ser vicepresidenta primera en sustitución de Nadia Calviño, que dejaba el Ejecutivo para ocupar la presidencia del Banco Europeo de Inversiones. Además, sus responsabilidades sobre función pública le fueron traspasadas a José Luis Escrivá.
Durante su mandato realizó unas polémicas declaraciones en contra de la sentencia absolutoria emitida por el Tribunal Superior de Justicia de Cataluña, que anuló la sentencia condenatoria de la Audiencia Provincial de Barcelona contra el exfutbolista Dani Alves, criticando que se «cuestione el testimonio de una víctima y se diga que la presunción de inocencia está por delante del testimonio de mujeres». Estas declaraciones recibieron el rechazo unánime de las asociaciones fiscales y judiciales, al considerar que no eran procedentes viniendo de un miembro de otro poder del Estado, lo que podría «socavar la confianza en el sistema judicial». En el mismo sentido se pronunció el Consejo General del Poder Judicial. Días después, la vicepresidenta se retractó de sus palabras y pidió disculpas públicas.

## Cargos desempeñados
- Viceconsejera de Salud de la Junta de Andalucía (2002-2004).
- Consejera de Salud y Bienestar Social de la Junta de Andalucía (2004-2012).
- Diputada por Sevilla en el Parlamento de Andalucía (2008-2018).
- Consejera de Salud de la Junta de Andalucía (2012-2013).
- Consejera de Hacienda y Administración Pública de la Junta de Andalucía (2013-2018).
- Portavoz del Gobierno de España (2020-2021).
- Ministra de Hacienda (2018-2021; y desde 2023)
- Ministra de Hacienda y Función Pública (2021-2023).
- Vicepresidenta cuarta del Gobierno (2023).
- Vicesecretaria general del PSOE (desde 2022).
- Vicepresidenta primera del Gobierno (desde 2023-).

## Premios y reconocimientos
- En 2019 recibió la Distinción Diario 16 con el galardón a la Mejor Ministra “por su decidido impulso a las políticas de inclusión y reparto solidario de los recursos públicos”.[34]

- En julio de 2013 recibió el Premio Eupharlaw-Ibercisalud.[35]